# 레슈노군

비엘코폴스카주 지도에 표시된 레슈노군의 위치

레슈노군(폴란드어: powiat leszczyński)은 폴란드 비엘코폴스카주에 위치한 군으로 면적은 804.65km2, 인구는 58,255명(2021년 기준), 인구 밀도는 72명/km2이다. 군청 소재지는 레슈노이지만 레슈노군에 속하지 않고 별도의 도시군으로 존재한다.
북쪽으로는 코시치안군, 동쪽으로는 고스틴군, 남동쪽으로는 라비치군, 남쪽으로는 돌니실롱스크주 구라군, 서쪽으로는 루부시주 프스호바군, 북서쪽으로는 볼슈틴군과 접한다. 6개 지방 자치체(1개 도시, 4개 도시형 농촌, 1개 농촌)를 관할한다.

군 문장